# 西藏自治区司法厅
西藏自治区司法厅（藏語：བོད་རང་སྐྱོང་ལྗོངས་ཁྲིམས༌འཛིན་ཐིང་།）是西藏自治区人民政府的组成部门、主管西藏自治区司法行政工作的省级司法行政机关。